# Franz von Lenbach
Franz von Lenbach (Schrobenhausen, Felső-Bajorország, 1836. december 13. — München, 1904. május 6.) német festő. Arckép- és zsánerfestő, termékeny alkotó, aki mesteri másolatokat készített régi híres festők alkotásairól, saját portré festményeivel is nagy sikereket aratott.

## Életpályája
A müncheni akadémián Karl von Piloty volt a mestere, vele utazott el Rómába, ott születtek kiváló korai művei, például Vesta templom (1858), Titus diadalíve (1860). 1860-tól a weimari művészeti iskolában tanított, majd hamarosan gróf Schack megbízásából egész sor másolatot készített Spanyol- és Olaszországban régi híres festők műveiről (Giorgione da Castelfranco, Tiziano Vecellio, Peter Paul Rubens, Diego Velázquez). El tudta sajátítani a régi mesterek előadásmódját, nagy sikereket aratott ezekkel. Mesteri másolatait ma Münchenben, a Schack-Képtárban őrzik. Bajor földön is túlterjedt az ő hírneve, fejedelmek vetélkedtek alkotásaiért, Münchenben hatalmas palotában lakott, amely ma múzeum. Korának számos német államférfiát és művészegyéniségét megörökítette. Otto von Bismarck alakja az ő képei révén vált ismertté.
Néhány alkotását a budapesti Szépművészeti Múzeum őrzi, köztük egy Bismarck-képet, önarcképét leányával és még néhány portrét.

## Galéria

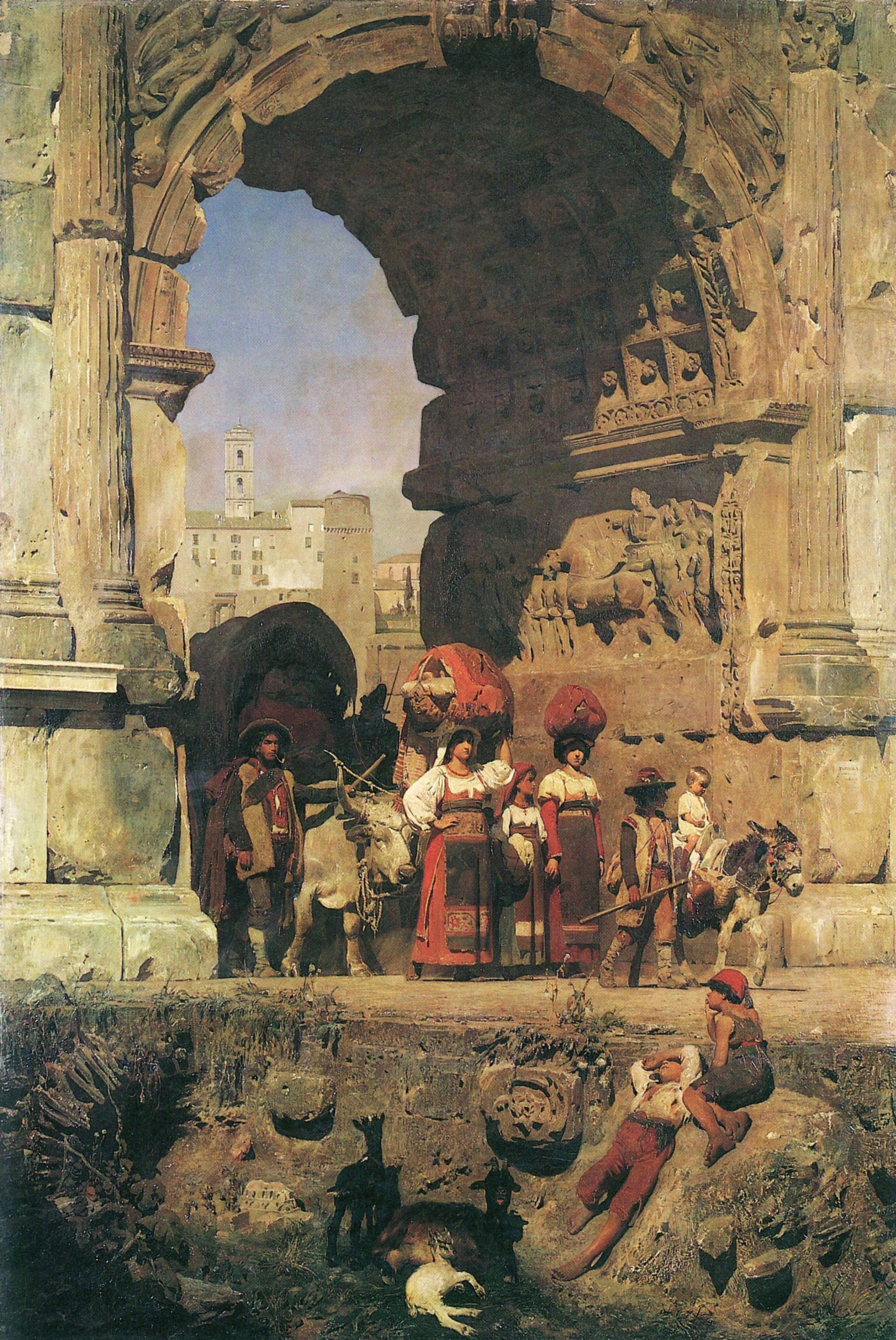
Titus diadalíve (1860)
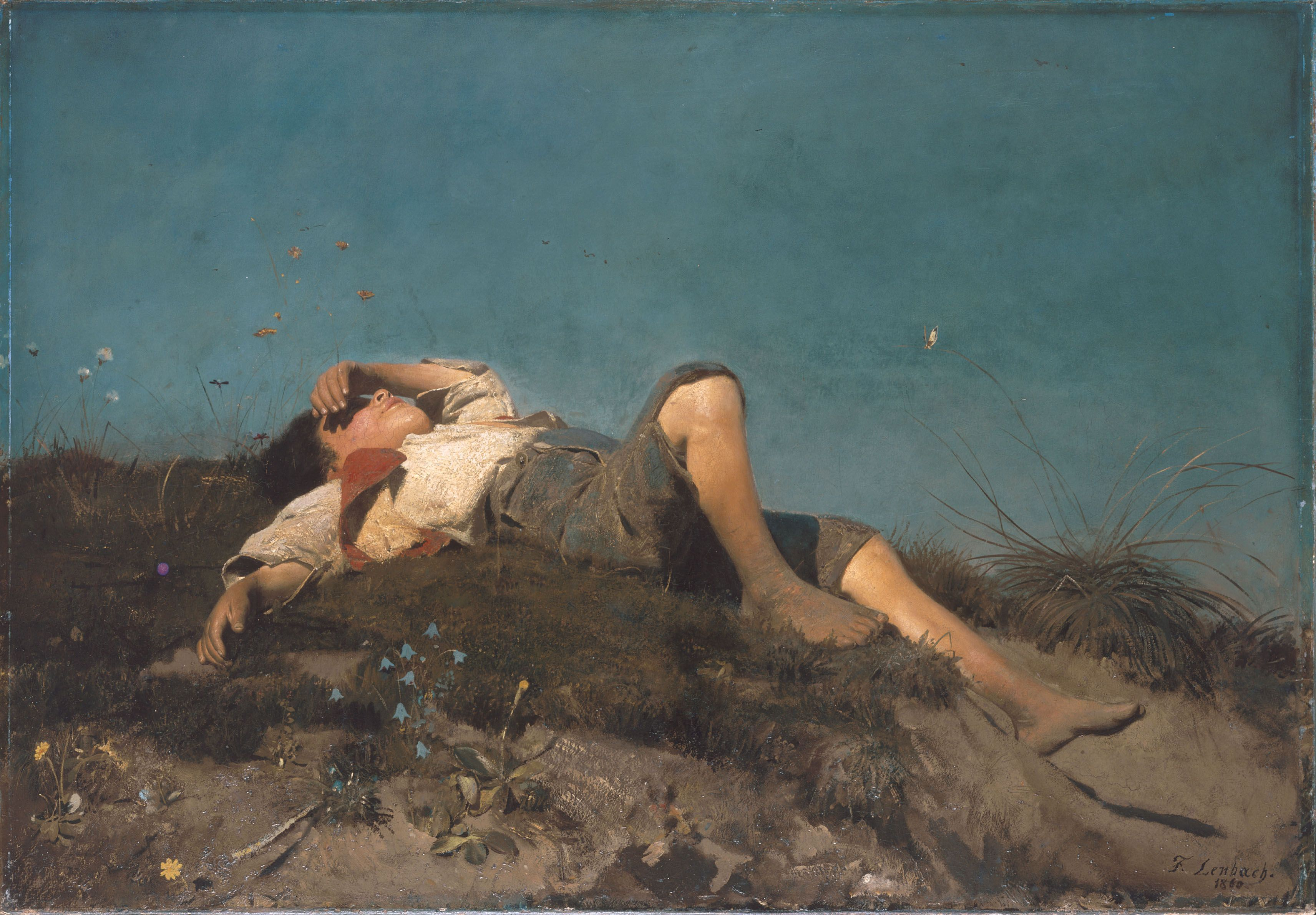
Fiatal fiú a szabadban (1860, naturalista, „plein air”-os kép)
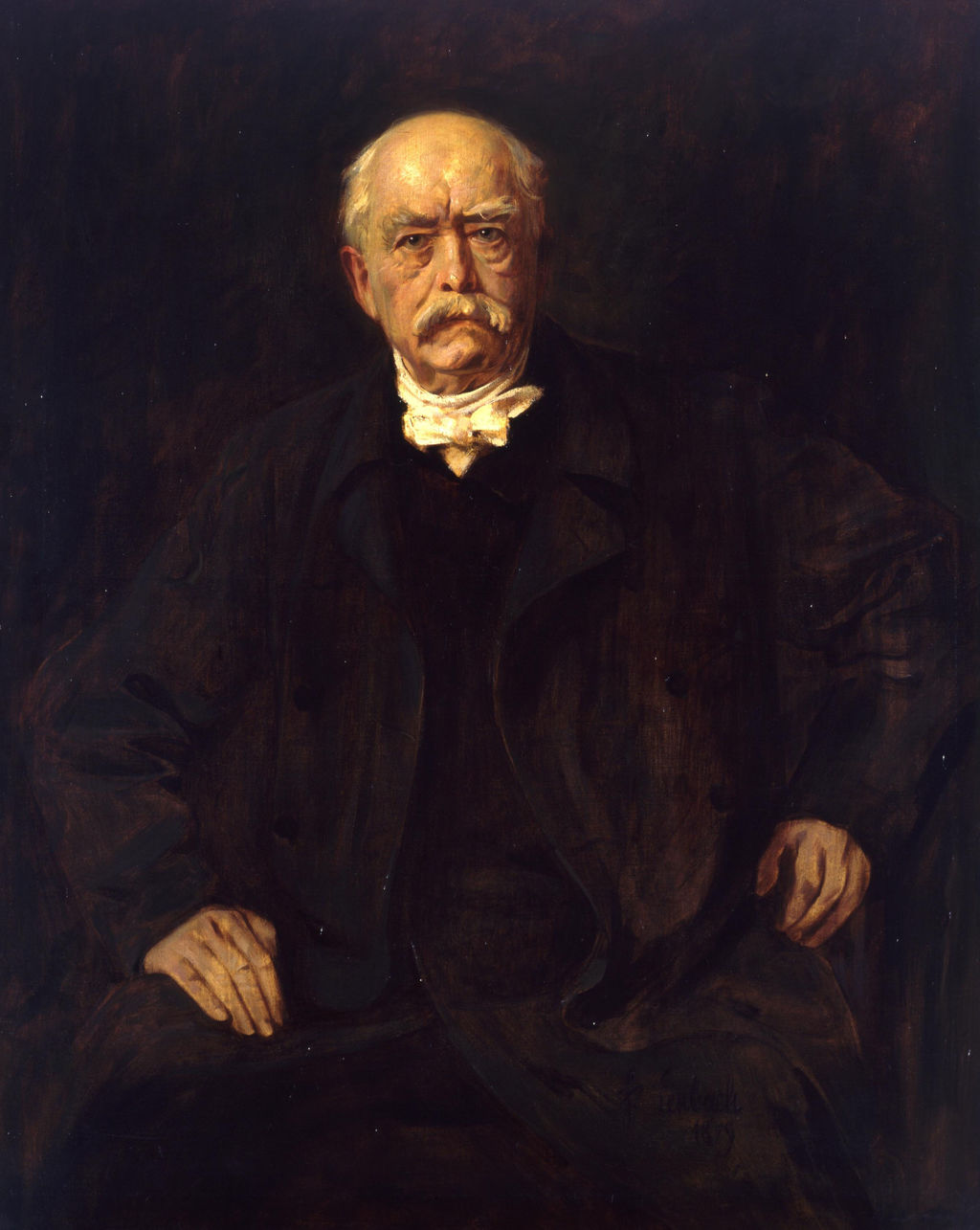
Otto von Bismarck (1879)
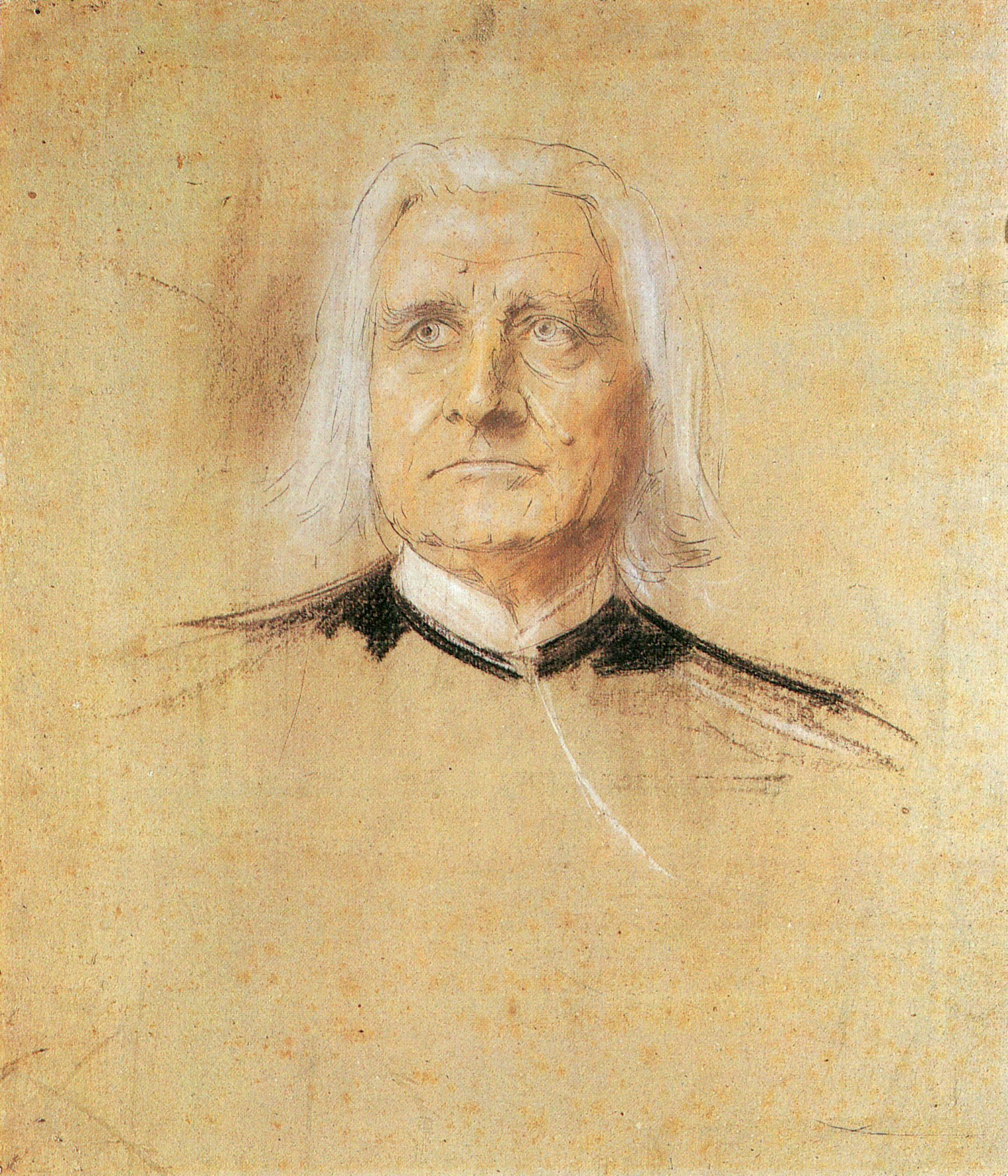
Liszt Ferenc (1880)
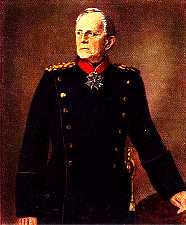
Helmuth Karl Bernhard von Moltke porosz királyi tábornagy
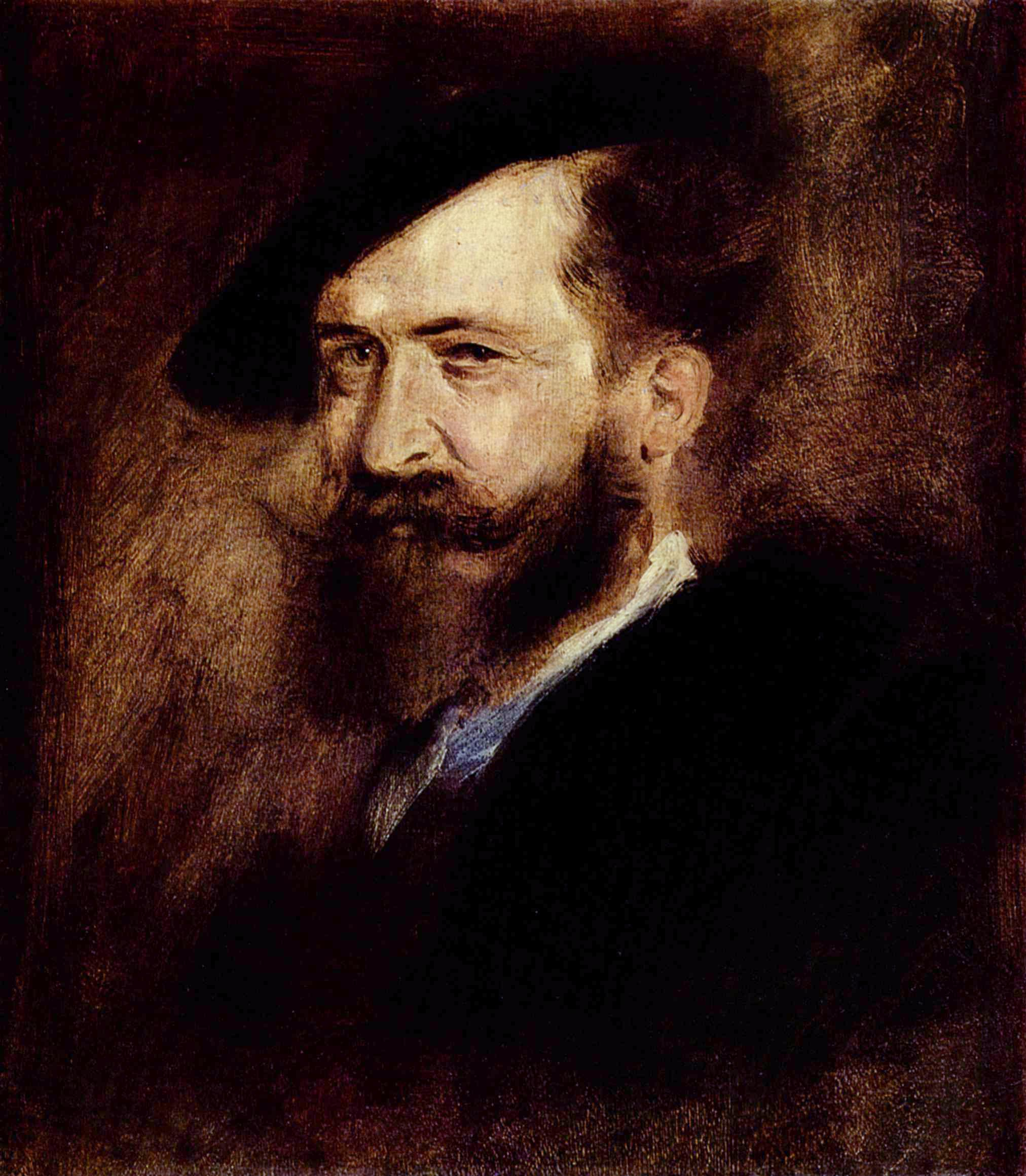
Wilhelm Busch
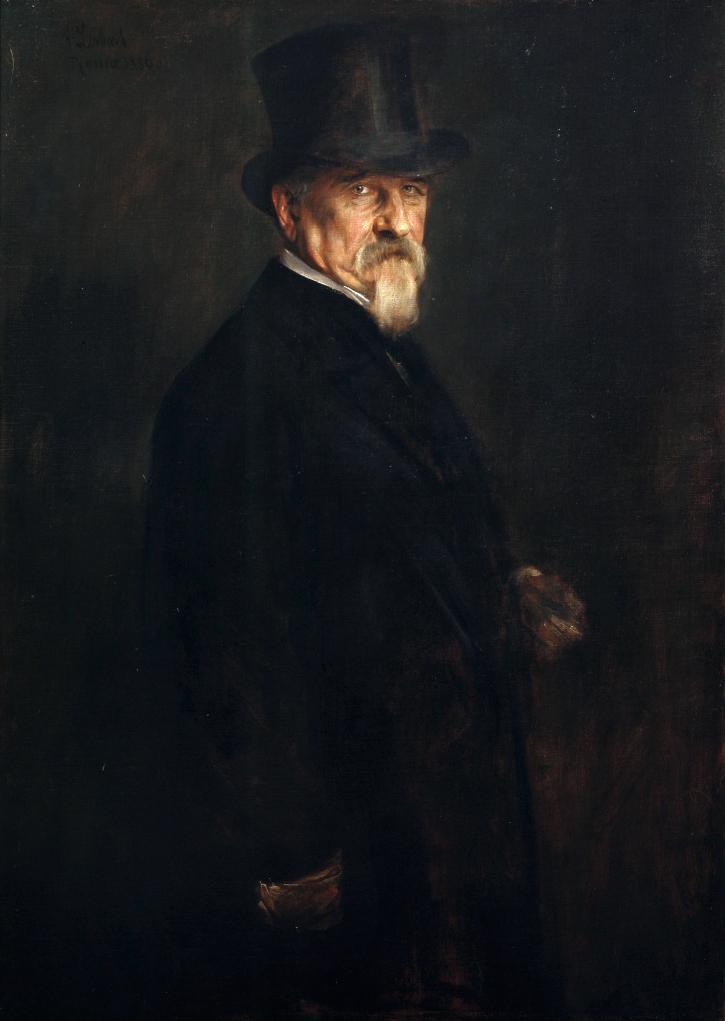
Giovanni Morelli (1886)
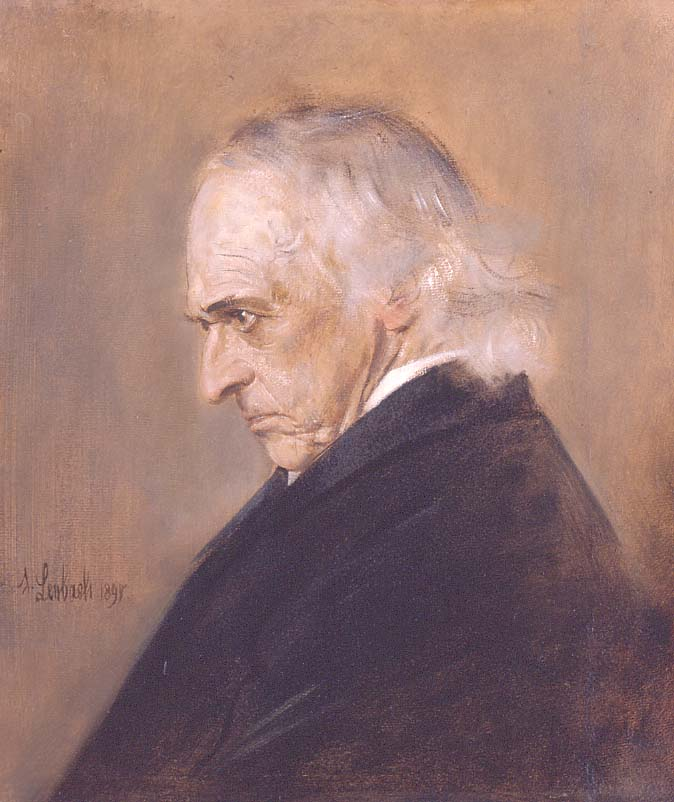
Theodor Mommsen (1897)
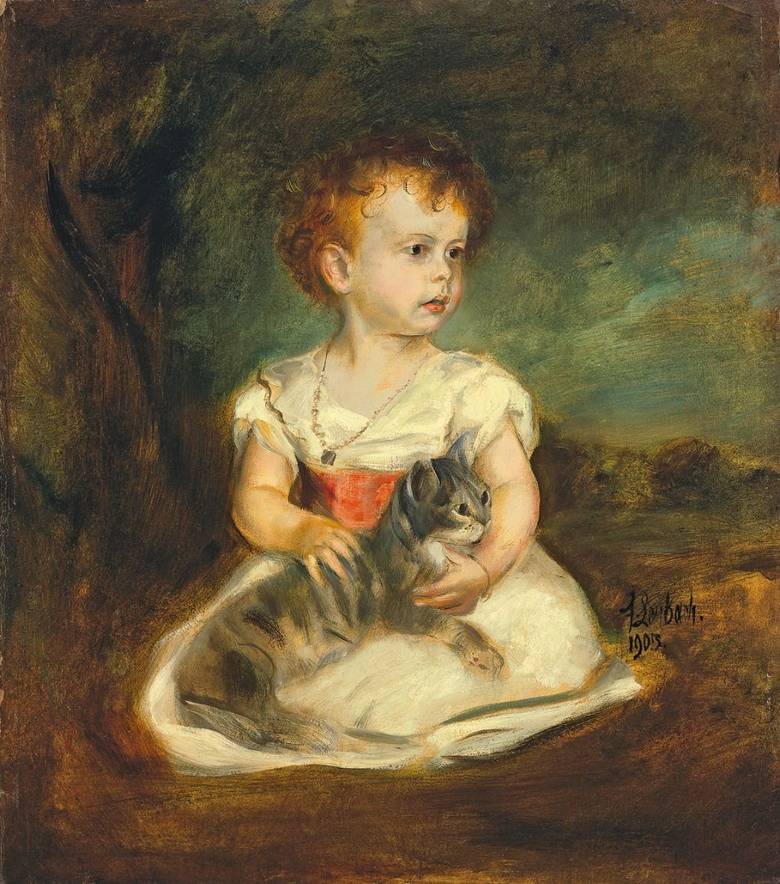
Gyermekarckép macskával (1903)